# زنان در امپراتوری و چین باستان

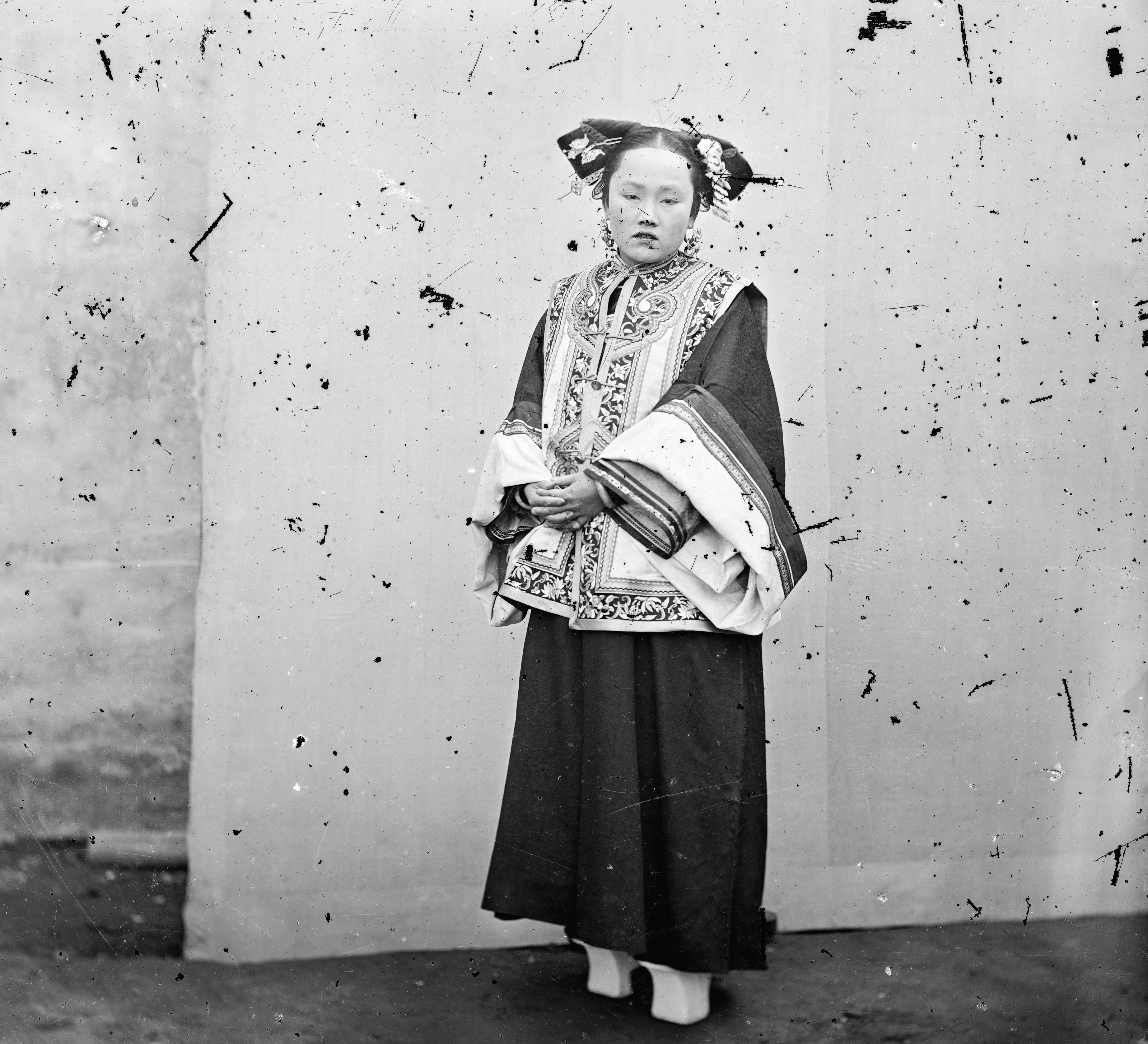
یک زن در امپراتوری و چین باستان

زنان در چین باستان و امپراتوری چین در مشارکت در حوزه‌های مختلف زندگی اجتماعی محدود بودند، با شرط‌های اجتماعی مبنی بر ماندن در خانه، در حالی که تجارت در خارج از خانه باید توسط مردان انجام شود. تقسیم دقیق افراد در سیاست «مردها شخم می‌زنند، زنان می‌بافند» (چینی: 男 耕 女 织)، تاریخ زنان و مردان را از اوایل سلسله ژو تقسیم شد.
زنان در دوران سلسله تانگ از آزادی بیشتری برخوردار بودند، با این حال، وضعیت زنان از سلسله سونگ به بعد، که علت آن ظهور نئو کنفوسیونیسم است، کاهش یافت و محدودیت‌های زنان بیشتر شد.
مطالعه تاریخ زنان در زمینه چین شاهنشاهی سالهاست که دنبال می‌شود. وضعیت اجتماعی زنان و مردان در چین باستان با سیستم خویشاوندی چین ارتباط نزدیک داشت.

## کتابشناسی
- Kinney, Anne Behnke (2014). Exemplary Women of Early China. New York: Columbia University Press. ISBN 978-0-231-16309-5. Retrieved 15 February 2018.